# 霍化鵬
霍化鵬（？—？），號弦覺，廣東南海縣南莊上元人，明朝政治人物。同進士出身。

## 生平
萬曆三十一年（1603年）癸卯科广东乡试举人，四十一年（1613年），登癸丑科三甲218名進士，都察院觀政，四十四年授浙江温州永嘉县知县，四十七年考察去職，天啓四年起補池州府推官，改任教职，補天津，未赴任，五年升國子監助教，六年升南京户部主事，崇祯二年歷升南京户部郎中。

## 家族
曾祖霍世楚。祖父霍健，庠生。父霍孝友，邑志有传。